# 파비아니체군

우치주 지도에 표시된 파비아니체군의 위치

파비아니체군(폴란드어: powiat pabianicki)은 폴란드 우치주에 위치한 군으로 군청 소재지는 파비아니체이며 면적은 490.77km2, 인구는 119,008명(2006년 기준), 인구 밀도는 240명/km2이다.
북쪽으로는 즈기에시군, 동쪽으로는 우치시, 동우치군, 남동쪽으로는 피오트르쿠프군, 남쪽으로는 베우하투프군, 서쪽으로는 와스크군, 북서쪽으로는 포뎅비체군과 접한다. 7개 지방 자치체(2개 도시, 5개 농촌)를 관할한다.

군기
군 문장